# John Lang (rugby à XIII)
Pas d'image ? Cliquez ici

a Compétitions nationales et continentales officielles uniquement.

b Matchs officiels uniquement.
John Lang, né le 8 novembre 1950, est un joueur et entraîneur australien de rugby à XIII.
Natif de l'Etat du Queensland, John Lang aux Easts de Brisbane durant plus de dix années remportant le Championnat du Queensland en 1972, 1977 et 1978, avant d'effectuer une ultime saison aux Easts de Sydney dans le Championnat de Nouvelle-Galles du Sud. Fort de ses performances en club, il dispute dix-neuf rencontres de State of Origin avec le Queensland, et prend part au titre de la Coupe du monde en 1975 avec l'Australie.
Après sa carrière de joueur, il devient entraîneur et prend en main le club des Easts de Brisbane de 1981 à 1993. Il entraîne ensuite une décennie Cronulla qu'il mène en finale de la Super League (Australie) en 1997 et étant nommé meilleur entraîneur de la National Rugby League en 1995 et 1999. Il prend ensuite en main Penrith et remporte la National Rugby League en 2003. Il clôt sa carrière aux South Sydney.

## Palmarès

### En tant que joueur
- Collectif :
  - Vainqueur de la Coupe du monde : 1975 (Australie).
  - Vainqueur du Championnat du Queensland : 1972, 1977 et 1978 (Easts (Brisbane)).
  - Vainqueur du State of Origin : 1980 (Queensland).
  - Finaliste du Championnat de Nouvelle-Galles du Sud : 1980 (Easts (Sydney)).
  - Finaliste du Championnat du Queensland : 1971 (Easts (Brisbane)).

### En tant qu'entraîneur
- Collectif :
  - Vainqueur de la National Rugby League : 2003 (Penrith).
  - Vainqueur du Championnat du Queensland : 1983 et 1991 (Easts (Brisbane)).
  - Vainqueur du Championnat du Queensland : 1992 et 1993 (Easts (Brisbane)).
  - Finaliste de la Super League (Australie) : 1997 (Cronulla).

- Individuel :
  - Nommé meilleur entraîneur de la National Rugby League : 1995 et 1999 (Cronulla).